# 15" морско оръдие Mk I
BL 15"/42 Mark I е първото британско корабно оръдие с калибър 381 mm. Разработено е през 1912 г. Оръдието е широко използвано както в британския флот, така и в бреговата артилерия, и остава на въоръжение рекордно дълъг срок.

## Употреба
Оръдията са поставяни на линейни кораби от различни типове от 1915 до 1944 г. HMS Vanguard става последният линеен кораб, построен за Кралския флот през 1944 г., въоръжен с този тип оръдия.
Кораби, въоръжени с 15 дюймовите оръдия Mark I:
- Линейни кораби тип „Куин Елизабет“ (5 кораба с осем оръдия всеки)
- Линейни кораби тип „Ривендж“ (5 кораба с осем оръдия всеки)
- Линейни крайцери тип „Ринаун“ (2 кораба с шест оръдия всеки)
- HMS Hood – Линеен крайцер (8 оръдия)
- Линейни крайцери тип „Глориъс“ (2 кораба с четири оръдия всеки)
- Монитори тип „Еребус“ (2 кораба с две оръдия всеки)
- Монитори тип „Маршал Ней“ (2 кораба с две оръдия всеки)
- Монитори тип „Робъртс“ (2 кораба с две оръдия всеки)
- HMS Vanguard – Линеен кораб (8 оръдия, свалени от линейните крайцери Корейджъс и Глориъс)

Оръдието е използвано също и в бреговата отбрана. Пет оръдия са поставени в Сингапур през 1930-те години. Две крайбрежни оръдия („Клем“ и „Джейн“) са поставени близо до Уенстоун-Фарм в Кент през 1940 г.

## Производство
Всичко са произведени 184 оръдия. Впоследствие те са сваляни от корабите, ремонтират се и се връщат вече на други кораби, удължавайки по този начин своя срок на служба. По заводи производството се води така:
- Armstrong Whitworth, Elswick, Нюкасъл: 34
- Armstrong Whitworth, Openshaw, Манчестър: 12.
- William Beardmore & Company, Parkhead, Глазгоу: 37
- Coventry Ordnance Works, Ковънтри: 19
- Royal Arsenal, Woolwich: 33
- Vickers Limited, Шефилд: 49

Две оръдия, едно от линкора HMS Ramillies (лявото) и едно от линкора HMS Resolution (дясното), са поставени пред Имперския военен музей в Лондон.

## Описание и ТТХ
Това оръдие е с традиционната за британските от онова време телова конструкция (на вътрешната тръба на ствола, на лайнера, се навиват няколко слоя стоманена тел с правоъгълно сечение, затворени отгоре от външна тръба-кожух) със затвор от бутален тип. Теглото на оръдието, включая теглото на затвора, съставлява 101,6 тона (98,7 тона без затвора).
Дължината на канала на ствола на оръдието е 15 715 мм (42 калибра), пълната дължина на ствола е 16 520 мм (43,36 калибра). Оръдието води огън със снаряди с маса 871 кг с начална скорост 732 – 785 м/с. Оръдието има ситна нарезка с постоянна извивка с ход 30 калибра и дълбочина под 1% от калибъра – 3,16 мм с ширина на нарезите от 11,3 мм (броя нарези е 76). Ширината на полето е 4,44 мм.
Първоначално се използват три вида снаряди: бронебоен, полубронебоен и фугасен – всичките с еднаква маса – 871 кг, снаряжени с лидит (52,3 кг в полубронебойния). Първите два типа снаряди са с меко бронебойно калпаче. В периода 1918 – 1919 г. е приет бронебоен снаряд със същата маса с твърдо бронебойно калпаче, съдържащ 20 кг шелит (смес от 2/3 тринитрофенол и 1/3 от по-неспособния към детонация динитрофенол). Тогава с шелита е заменен и лидита в снарядите от другите типове. Според някои данни паралелно с шелита са използвани амотол и тринитротолуол. Зарядът се състои от кордит MD45. Пълният заряд тежи 194 кг, намаленият – 146 кг.
Максималната далечина на стрелба с оръдията Mark I съставлява 22 400 метра (при ъгъл на възвишение от 20°) и 29 720 метра (при ъгъл на възвишение от 30°), обаче за оръдията на бреговата артилерия, приспособени за големи ъгли на възвишение, максималната далечина на стрелбата достига 40 370 м. Живучестта на ствола съставлява 350 изстрела с пълен заряд.

## Снаряди от времето на Втората световна война
|                                            |                              |
| 108-фунтов (49 кг) заряд кордит, 1/4 заряд | Бронебоен снаряд Mk XXII BNT |